# Vittorio Angius
Vittorio Angius (Cagliari, 18 giugno 1797 – Torino, 19 marzo 1862) è stato uno scrittore, storico e politico italiano.

## Biografia
Vittorio Angius nacque a Cagliari il 18 giugno del 1797, da un'agiata famiglia che gli garantì un'ottima formazione.

### Formazione
Nel 1812 fu ordinato sacerdote dell'ordine di San Giuseppe Calasanzio degli Scolopi. 
Dal 1826 inizia una fitta corrispondenza con i fratelli Ludovico e Faustino Baille, che durerà fino al 1834. Da questo epistolario risulta che nel 1826 l’Angius si trovava a Sassari, come insegnante nel ginnasio e studente presso la Facoltà di Teologia. 
Nel 1829 risulta iscritto al Collegio di Belle Arti e Filosofia nell’ateneo turritano e docente di Retorica. Nel maggio dello stesso anno inizia i suoi viaggi nell’isola, che diverranno frequenti a partire dal 1832, per conoscere e studiare le testimonianze archeologiche, storiche e demografiche. 
Nel 1831 nacquero gravi contrasti con i superiori dell’Ordine: nel suo ruolo di prefetto delle scuole scolopiche di Sassari, chiedeva l’abbandono dell’uso delle punizioni corporali nei confronti degli allievi e l’introduzione di pratiche educative rispettose della personalità dell’allievo.

### Attività
Nel 1834 per decreto regio fu nominato prefetto delle Scuole Pie di San Giuseppe a Cagliari, dove si trasferirà nel 1835. Il 5 giugno 1836 divenne socio dell'Accademia delle scienze di Torino. 
Nel frattempo a seguito dell'aggravarsi dei contrasti con il padre provinciale dell’Ordine, nel 1837 fu sollevato dall’incarico di dirigenza scolastica e nello stesso anno fu nominato, in sostituzione del linguista Vincenzo Porru, vice-bibliotecario della Biblioteca universitaria di Cagliari, diretta da Ludovico Baille e dal 1839 di Giovanni Spano.
Nel 1838 fondò "La biblioteca sarda", il primo giornale scientifico-letterario della Sardegna, nel 1840 collaborò al "Promotore" e alla "Meteora".
Lasciati i panni sacerdotali nel 1842, divenne quindi deputato nella I (1848) e nella IV Legislatura (1849-1853) alla Camera subalpina, ottenendo anche nella politica dei risultati apprezzabili sebbene non fosse particolarmente apprezzato dai colleghi per via delle sue posizioni conservatrici e per i suoi eccessi polemici.
Fu anche l'autore del testo del Cunservet Deus su Re (S'hymnu sardu nationale), l'inno del Regno di Sardegna sabaudo, il quale fu eseguito per la prima volta a Cagliari nel Teatro Civico il 20 febbraio 1844.
Il 19 marzo 1862, ormai dimenticato, morì a Torino in miseria.

### Il contributo alDizionario degli Stati del Re di Sardegna
Angius, viene ricordato soprattutto per la collaborazione col Casalis alla stesura della monumentale opera del Dizionario geografico-storico-statistico-commerciale degli Stati di S. M. il Re di Sardegna. Egli si occupò dei tre volumi riguardanti la Sardegna effettuando ricerche d'archivio per quanto riguarda l'epoca medioevale, mentre per il resto si recò di persona in ogni singolo paese per appuntare le usanze, le credenze, le feste, la geografia e le storia tramandata oralmente di ogni singolo villaggio.
La forma di tale opera è quella di un resoconto di viaggio nel quale sono appuntati minuziosamente tutti gli aspetti della Sardegna. Ancora oggi quest'opera rappresenta una fonte indispensabile per gli studiosi della cultura sarda.

## Opere
- Corografia antica della Sardegna, sistema stradale dell'epoca romana, “Biblioteca sarda”.
- Riviste del Bollettino milanese di notizie statistiche ed economiche, d'invenzioni e scoperte... , Torino, s.n., 1834.
- Alla nobilissima madamigella d. Giovannina Berlinguer-Manca di Sassari: epistola di Balanio Niceta s.d.a.t. intorno al libello intitolato lettera ad un amico... , Cagliari, Stamperia Arcivescovile, 1835.
- De laudibus Leonorae Arborensium Reginae oratio quam in Turritana Academia inter solemnia studiorum auspicia die 4 novembris anni 1835 habuit Victorius Angius, Carali, Ex typis Monteverde, 1839.
- Notizie statistiche-storiche dei quattro Giudicati della Sardegna, Torino, Cassone e Marzorati, 1841.
- Sulle famiglie nobili della monarchia di Savoia, illustrazioni di Giovanni Monneret, Enrico Gonin, vol. 4, Torino, Giuseppe Cassone tipografo, 1857. URL consultato il 6 novembre 2019. Ospitato su https://play.google.com.
- Cronografia del Logudoro dal 1294 al 1841 preceduta dalla descrizione degli antichi dipartimenti del regno, Torino, Cassone e Marzorati, 1842.
- Leonora d'Arborea, programma d'associazione, Torino, 1844.
- Leonora d'Arborea o scene sarde gli ultimi lustri del sec. XIV, trad. dal sardo di V. Angius, Torino, Tipografia G. Cassone, 1847.
- Riflessioni di Vittorio Angius intorno alle considerazioni politiche ed economiche sulla Sardegna di Carlo Baudi di Vesme, Torino, Tipografia G. Cassone, 1848.
- Poche parole in risposta a un libro, o Considerazioni sul progetto del L. T. Generale Alberto Della Marmora di una nuova, radicale ed unica circoscrizione territoriale della Sardegna, [Torino], Tipografia G. Cassone, 1851?].
- Geografia, storia e statistica dell'Isola di Sardegna, voll. XVIII bis, XVIII ter, XVIII quater, in G. Casalis, Dizionario geografico-storico-statistico-commerciale degli Stati di S.M. il Re di Sardegna, Torino, Maspero e Marzorati, 1853.
- L'8 maggio del 1853 in Torino: versi, Torino, Tipografia G. Cassone, 1853.
- Cenni sulla lingua dei Sardi scritta e parlata, Torino, Tipografia G. Marzorati, 1855.
- La presa di Sebastopoli, Torino, Tipografia G. Cassone, 1856.
- Novena in onore di Sant'Efisio, Cagliari, Tipografia dell'Avvenire di Sardegna, 1879.
- Novena in onore di Sant'Efisio, Cagliari, Tipografia Nazionale, 1882.
- Hymnu sardu nationali: (inno Sardo Nazionale) / parole del dott. V. Angius, Milano, M. Aromando, [1926]; 1930; 1936.
- Hymnu sardu nationale (1843): [per canto e pianoforte] / parole di G. Vittorio Angius, Roma, Edizioni De Santis, 1932.
- Sassari: voce per il Dizionario geografico, storico, statistico, commerciale degli Stati di s.m. il Re di Sardegna, Sassari, Chiarella, 1984.
- Dizionario geografico, storico, statistico, commerciale degli stati di Sua Maestà il re di Sardegna, Sassari, Archivio fotografico sardo, 2000.
- G. Casalis-V. Angius, La Sardegna paese per paese, Cagliari, L'Unione sarda, 2004-2005.